# International Student Stockey Tournament Twente
Het International Student Stockey Tournament Twente, afgekort ISSTT, is een kleinveld unihockeytoernooi dat plaatsvindt op de campus van de Universiteit Twente in Enschede. 
Het start elk jaar op de tweede vrijdag van januari. Op de zaterdag en zondag van dat weekend worden er vervolgens wedstrijden gespeeld, om af te sluiten met een finale op zondagmiddag.
De deelnemende teams worden geselecteerd door middel van een loting omdat elk jaar de belangstelling weer groter blijkt te zijn dan wat het sportcentrum aankan. De afgelopen jaren waren er dan ook steeds 400 deelnemers uit landen als Duitsland (55%), Nederland (40%) en Zweden, Zwitserland en Spanje (5%). Daarmee is het een van de grotere unihockey toernooien van West-Europa. 
Elk jaar heeft daarnaast een leuk thema in de vorm van een (internationaal bekend) stripfiguur. In 2010 was dat Aladin. Het ISSTT wordt georganiseerd door de Enschedese studentensportverenigingen D.B.V. de Stretchers en Messed Up.